# Apeadeiro de Bicanho
O apeadeiro de Bicanho é uma infra-estrutura encerrada da Linha do Oeste, que servia a localidade e a estância termal do Bicanho, no Distrito de Coimbra, em Portugal.

## História

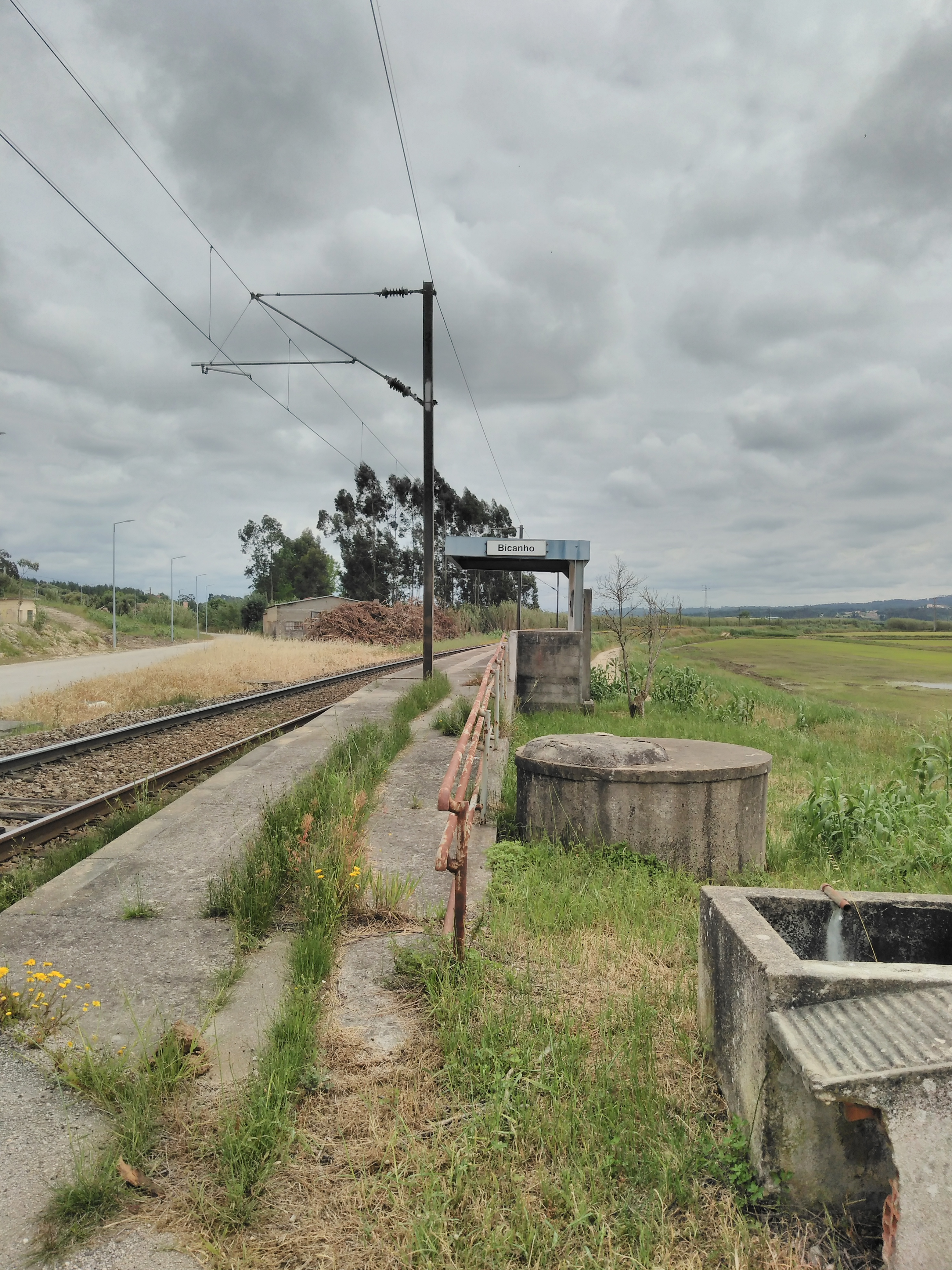
Vista de norte, em 2018: A Linha do Oeste era já então eletrificada neste local, ao ligar o Ramal do Louriçal à e ao resto da rede.

Este apeadeiro insere-se no lanço entre Leiria e Figueira da Foz, que foi aberto pela Companhia Real dos Caminhos de Ferro Portugueses em 17 de Julho de 1888.
Em 1934, esta interface foi inserida numa tarifa especial da Companhia dos Caminhos de Ferro Portugueses para estações e apeadeiros que serviam estâncias balneares e termais.
Inicialmente, até pelo menos meados da década de 1980, o local exato desta interface situava-se no extremo de um curto estradão que a ligava à instalação termal, na EM621 (Rua João Henrique Foja Oliveira), sendo este o local a que se refere o PK 202+663 oficial. A plataforma situava-se do lado nascente da via (lado direito do sentido ascendente, para Figueira da Foz).
Mais tarde, novo abrigo e plataforma foram construídos mais a norte, do lado poente da via (lado esquerdo do sentido ascendente, para Figueira da Foz), e contíguos à passagem de nível situada ao PK 202+969.

Em 1984, este interface era utilizada por comboios regionais e semi-Directos da operadora Caminhos de Ferro Portugueses. Não constava já dos horários de 2010, tendo sido encerrado anteriormente.